# Heaven (Niall Horan)
Heaven è un singolo del cantante irlandese Niall Horan, pubblicato nel 2023 ed estratto dal suo terzo album in studio The Show.

## Tracce
1. Heaven – 3:06

## Classifiche
| Classifica (2023) | Posizione raggiunta |
| ----------------- | ------------------- |
| Australia         | 30                  |
| Austria           | 47                  |
| Belgio (Fiandre)  | 19                  |
| Belgio (Vallonia) | 29                  |
| Canada            | 31                  |
| Grecia            | 53                  |
| Irlanda           | 4                   |
| Libano            | 7                   |
| Lituania          | 34                  |
| Norvegia          | 20                  |
| Nuova Zelanda     | 34                  |
| Paesi Bassi       | 22                  |
| Polonia           | 4                   |
| Portogallo        | 78                  |
| Regno Unito       | 16                  |
| Stati Uniti       | 62                  |
| Svezia            | 54                  |
| Svizzera          | 69                  |